# Kyle Gann
Kyle Gann (Dallas (Texas), 21 november 1955) is een Amerikaans musicoloog, componist en conservatoriumdocent.

## Toelichting
Glann is gespecialiseerd in minimal music, microtonale muziek en het werk van Harry Partch, Conlon Nancarrow en Robert Ashley. Hij was van 1986 tot 2005 muziekmedewerker van The Village Voice en doceert sinds 1997 muziektheorie, muziekgeschiedenis en compositie aan Bard College, New York. Hij publiceerde een grote serie artikelen en enkele boeken over zijn kennisgebied en categoriseerde een aantal modern klassieke componisten uit de zogenaamde Down Town-scene als postminimalisme, een afgeleide vorm van minimal music, die afwijkt vanwege zijn voornamelijk luide en explosieve vorm. Voorbeelden hiervan zijn Rhys Chatham en Glenn Branca. Tevens onderkende hij dat het verschijnsel microtonaliteit niet enkel een prominente positie inneemt in eigentijdse klassieke muziek, maar ook voorkomt bij veel experimentele rockacts, in het bijzonder Sonic Youth die veelvuldig gebruikmaakt van off-key unisono stemmingen.

## Boekpublicaties
- The Music of Conlon Nancarrow. Cambridge University Press, 1995.
- American Music in the Twentieth Century. Schirmer Books, 1997.
- Music Downtown: Writings from the Village Voice. University of California Press, 2006.
- No Such Thing as Silence: John Cage's 4'33". Yale University Press, 2009.
- Robert Ashley. University of Illinois Press (verschijnt in 2010).

- Bibliothèque nationale de France: cb125056543 (data)
- Gemeinsame Normdatei: 134593227
- International Standard Name Identifier: 0000 0001 0857 3442
- Library of Congress Control Number: n94067498
- MusicBrainz: 31ded2b0-676c-4580-b026-3152a111ea9a
- Nationale Bibliotheek van Tsjechië: jo2012736456
- Nationale Bibliotheek van Israël: 987007440334405171
- Nederlandse Thesaurus van Auteursnamen: 149142358
- Istituto Centrale per il Catalogo Unico: LO1V151812
- SNAC: w6g17dnn
- Système universitaire de documentation: 124606318
- Virtual International Authority File: 49329876
- WorldCat: E39PBJrWxMJYdf3bVMckmXBVmd